# Wurfbainia
Wurfbainia és un gènere de plantes herbàcies de la família Zingiberaceae. Anteriorment s'havia col·locat com a sinònim d'Amomum.

## Distribució
L'àrea de distribució nativa d'aquest gènere es troba a les zones de l'Himàlaia, el sud de la Xina, Indoxina i l'oest i centre de Malèsia.

## Taxonomia
El gènere va ser descrit per Paul Dietrich Giseke i publicat a Praelectiones in ordines naturales plantarum (pàg. 199-206), el 1792.

## Etimologia
«Wurfbainia» és el nom genèric atorgat en honor de Johann Siegmund Wurffbain (o Wurfbain) (1613-1661), un dels primers viatgers alemanys de les Índies Orientals del segle xvii.

## Espècies
Comprèn 32 espècies acceptades i 2 subespècies:
- Wurfbainia aromatica (Roxb.) Škorničk. i A.D.Poulsen, 2018
- Wurfbainia bicorniculata (K.Schum.) Škorničk. i A.D.Poulsen, 2018
- Wurfbainia biflora (Jack) Škorničk. i A.D.Poulsen, 2018
- Wurfbainia blumeana (Valeton) Škorničk. i A.D.Poulsen, 2018
- Wurfbainia compacta (Sol. ex Maton) Škorničk. i A.D.Poulsen, 2018
- Wurfbainia elegans (Ridl.) Škorničk. i A.D.Poulsen, 2018
- Wurfbainia ellipticarpa Kaewsri, 2022
- Wurfbainia geostachyoides Kaewsri, 2022
- Wurfbainia glabrifolia (Lamxay i M.F.Newman) Škorničk. i A.D.Poulsen, 2018
- Wurfbainia globosa Kaewsri, 2022
- Wurfbainia gracilis (Blume) Škorničk. i A.D.Poulsen, 2018
- Wurfbainia graminea (Wall. ex Baker) Škorničk. i A.D.Poulsen, 2018
- Wurfbainia hedyosma (I.M.Turner) Škorničk. i A.D.Poulsen, 2018
- Wurfbainia longiflora Kaewsri, 2022
- Wurfbainia longiligularis (T.L.Wu) Škorničk. i A.D.Poulsen, 2018
- Wurfbainia micrantha (Ridl.) Škorničk. y A.D.Poulsen, 2018
- Wurfbainia microcarpa (C.F.Liang i D.Fang) Škorničk. i A.D.Poulsen, 2018
- Wurfbainia mindanaensis (Elmer) Škorničk. i A.D.Poulsen, 2018
- Wurfbainia mollis (Ridl.) Škorničk. i A.D.Poulsen, 2018
- Wurfbainia neoaurantiaca (T.L.Wu, K.Larsen i Turland) Škorničk. i A.D.Poulsen, 2018
- Wurfbainia palawanensis (Elmer) Škorničk. i A.D.Poulsen, 2018
- Wurfbainia parviflora Kaewsri, 2022
- Wurfbainia quadratolaminaris (S.Q.Tong) Škorničk. i A.D.Poulsen, 2018
- Wurfbainia rubrofasciata Docot i Domingo, 2022
- Wurfbainia schmidtii (K.Schum.) Škorničk. i A.D.Poulsen, 2018
- Wurfbainia staminidiva (Gobilik, A.Lamb i A.D.Poulsen) Škorničk. i A.D.Poulsen, 2018
- Wurfbainia tenella (Lamxay i M.F.Newman) Škorničk. i A.D.Poulsen, 2018
- Wurfbainia testacea (Ridl.) Škorničk. i A.D.Poulsen, 2018
- Wurfbainia uliginosa (J.Koenig) Giseke, 1792
- Wurfbainia vera (Blackw.) Škorničk. i A.D.Poulsen, 2018
- Wurfbainia villosa (Lour.) Škorničk. i A.D.Poulsen, 2018
  - Wurfbainia villosa var. villosa
  - Wurfbainia villosa var. xanthioides (Wall. ex Baker) Škorničk. i A.D.Poulsen, 2018
- Wurfbainia yingyongii Kaewsri, 2022